# セツ・スズキ
セツ・スズキ（1953年 - ）は、茨城県在住の日本の彫刻家。

## 経歴・人物
1953年、茨城県結城郡八千代町に生まれる。高校卒業後、警察官、仏像彫刻家の内弟子等を経て1980年、東京造形大学(彫刻専攻)を卒業。本格的な作家活動を始める。
セツ・スズキの彫刻家の概念は、通常のそれではなく、もっと大きな視野を含めたものである。「彫刻家とは、世界の事物を、モノのみに囚われるのでなく、広く社会のコトをも視界に入れ、思考し（彫り）、分析し（刻み）、再構成する（くっつける）者のことです」とコンセプトで述べているように、あらゆるモノ、コトが彫刻となりうるという表現の可能性を表明している。
ちなみにこのような社会彫刻の概念は、ドイツの現代美術家ヨーゼフ・ボイスに淵源があるかもしれないが、スズキは、ボイスの意図を十分理解しつつも、彼の従来の彫刻家像への挑発に応戦する形で、レデイ・メイドをあえて使わず、すべてスズキのハンドメイドによる、より困難な制作とプロジェクトに挑戦し続けている。それは、コンセプチャルな現代美術作家が往々にして陥りやすい芸術内芸術の自家中毒というニヒリズムを回避する有効な手法なのかもしれない。

### 作品移設問題
1990年、倉敷まちかどの彫刻展入選作"二人の関係? "が公共空間に設置された際、商店街にふさわしくないとのことで市長宛に陳情書が提出され、移転を余儀なくされた。それまで各地で町おこし的に展開されていたパブリック・アートの問題点を大きく浮かび上がらせ、芸術における、個と普遍（公共性）というテーマを大きく問うものとなった。後にスズキは、市民との公開による対話の場を要望したが、一切受け入れられることなく移転は強行された。（1994.3.29毎日新聞文化欄「批評と表現」より）
この問題は、その後の彼の創作動機に一つのベクトルを持たせることになった。

## 出品・受賞歴
- 1981年　第13回第三文明展　　大賞（上野、東京都美術館）
- 1986年₋7 第21回昭和会展招待出品
- 1989年　第25回神奈川県展　大賞（神奈川県民ホール）
- 1989年、初渡米しVORPAL GALLEY (ニューヨーク U.S) と5年間の独占契約を結び、以後数度の個展を日米で開催。
- 1990年　倉敷まちかどの彫刻展　　　　      （倉敷市美術館）
- 1993年　湘南ひらつか野外彫刻展　　　      （平塚市美術館）
- 1995年　洞爺村国際彫刻ビエンナーレ　      （洞爺村）
- 2001年　岡本太郎現代芸術大賞展　 （川崎市岡本太郎美術館）
- 2001年   メタルアート・ミュージアム・光の谷　個展（千葉県、印西市）
- 2003年　第2回越後妻有アートトリエンナーレ（新潟県十日町市）
- 2008年　「独り＋35人の原風景展」招待出品　(上野、東京都美術館）
- 2010年　ART WAVE TSUKUBA IN IZURA 招待出品 (五浦、天心記念美術館）
- 2013年　「reclaim」国際芸術家交流展招待出品　(上野、東京都美術館）
- 2015年　ドローイング展「Brain シリーズ」　(カトマンズ、Sirjana Callege of Fine Art￼s)
- 2017年　Kathmandu Triennale 2017（http://kt.artmandu.org/）招待出品 (カトマンズ、パタンKCAC、Nepal)
- 2018年　「Japan 4」展（カトマンズ、タラゴン美術館https://www.facebook.com/TaragaonMuseum/）
- 2019年　The Diary（彫刻＆ドローイング展、Siddhartha Art Gallery企画、）

## 田植プロジェクト(TAUE PROJECT)

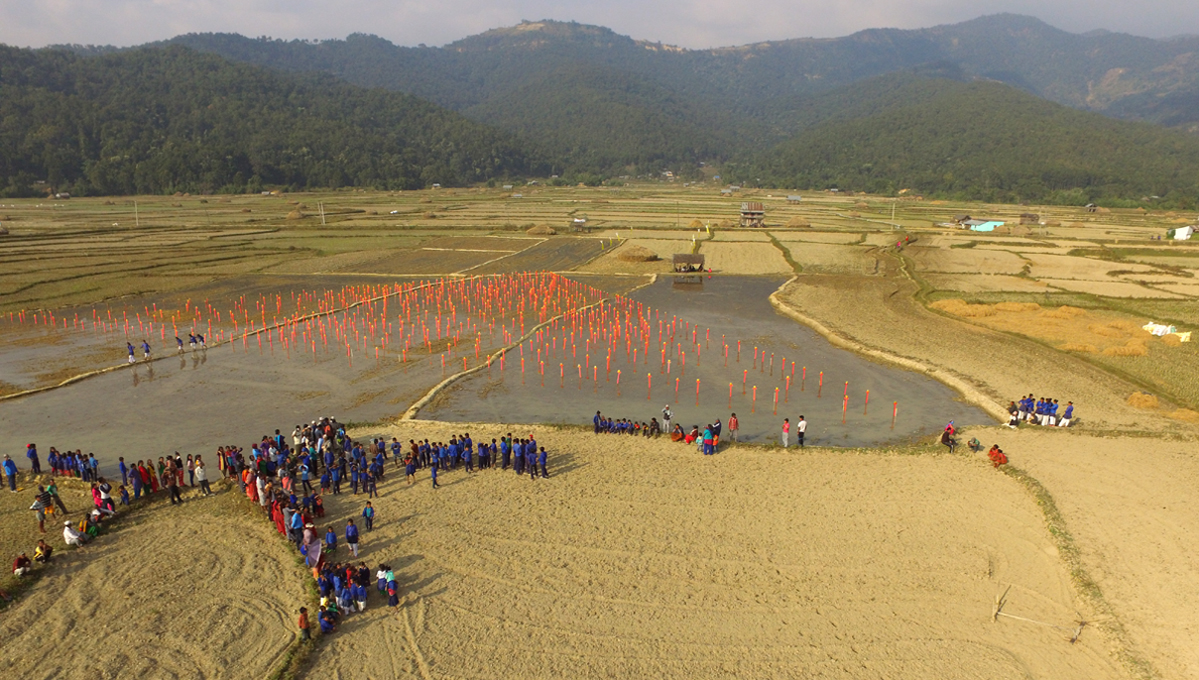
TAUE2016 nepal

スズキが1997年から「農」を切り口に社会と積極的に関わろうと始めたアート・プロジェクト。アジアの原風景ともいえる水田の中に、彼が日々作りためている「RAKAN」というマスクを取り付けた杭状作品を参加者と共に設置（田植）するというもの。現在、稲作は、ほぼ世界中で行われており、水田をサイトとすることは、今後独自な視点でグローバルな展開が可能ということであり、ユニークである。プロジェクトは現在までに日本国内6回、海外（アジア）４か国で実現を見ている（2016年12月時点）。
- 1997　TAUE PROJECT '97 （茨城県、八千代町）
- 2000　TAUE PROJECT　2000（茨城県、八千代町）
- 2001　TAUE PROJECT　2001 （千葉県、印西市）
- 2003  TAUE PROJECT '03 (新潟県、十日町市)
- 2006　Z-PROJECT－１ （水戸市）
- 2007  TAUE PROJECT '07 （茨城県、石岡市）
- 2008　Z-PROJECT－2　（東京都、上野）
- 2010  TAUE PROJECT '10  IN BENGAL （バングラデシュ・ジュナイダ県・シルプール村、後援・ダッカ大学美術学部・助成・ポーラ美術振興財団）
- 2011  TAUE PROJECT '11  IN BENGAL （インド西ベンガル州、シャンティニケタン、後援・タゴール国際大学、助成・ポーラ美術振興財団）
- 2013  TAUE PROJECT '13  IN BALI （インドネシア・バリ島・ウブド村、助成・朝日新聞文化財団、協力・インドネシア国立芸術大学後援、ウブド地区スバック）
- 2016  TAUE PROJECT '16  IN YACHIYO　（田植プロジェクト2016イン・八千代、協力：八千代町平塚　北野アイガモ農場）
- 2016　TAUE PROJECT '16  IN NEPAL（ネパール、①ヘトウラ市ハルナマリ地区、②パタン旧王宮KCAC,協力：Sirjana Callege of Fine Art￼s、ハルナマリ芸術財団、KCAC財団、助成：国際交流基金、朝日新聞文化財団、野村財団）